# Овар (Франция)
Ова́р (фр. Auvare) — коммуна на юго-востоке Франции в регионе Прованс — Альпы — Лазурный берег, департамент Приморские Альпы, округ Ницца, кантон Ванс. До марта 2015 года коммуна административно входила в состав упразднённого кантона Пюже-Тенье (округ Ницца).
Площадь коммуны — 18,27 км², население — 53 человека (2006) с тенденцией к снижению: 45 человек (2012), плотность населения — 2,46305418719212 чел/км².

## Население
Население коммуны в 2011 году составляло — 46 человек, а в 2012 году — 45 человек.
| 1962 | 1968 | 1975 | 1982 | 1990 | 1999 | 2006 | 2011 | 2012 |
| ---- | ---- | ---- | ---- | ---- | ---- | ---- | ---- | ---- |
| 10   | 13   | 14   | 36   | 37   | 44   | 53   | 46   | 45   |

Динамика численности населения:

## Экономика
В 2010 году из 35 человек трудоспособного возраста (от 15 до 64 лет) 28 были экономически активными, 7 — неактивными (показатель активности 80,0 %, в 1999 году — 56,5 %). Из 28 активных трудоспособных жителей работали 25 человек (14 мужчин и 11 женщин), 3 числились безработными (1 мужчина и 2 женщины). Среди 7 трудоспособных неактивных граждан 3 были учениками либо студентами, 1 — пенсионером, а ещё 3 — были неактивны в силу других причин.